# Gabriele Gardel
Gabriele Gardel (ur. 22 października 1977 w Mediolanie) – szwajcarski kierowca wyścigowy.

## Kariera
Gardel rozpoczął karierę w wyścigach samochodowych w 1997 roku od startów we  Włoskiej Formule 3. Z dorobkiem trzynastu punktów został sklasyfikowany na dwunastej pozycji w końcowej klasyfikacji kierowców. W tym samym roku w Grand Prix Monako Formuły 3 był osiemnasty. W późniejszych latach Szwajcar pojawiał się także w stawce Brytyjskiej Formuły 3, Masters of Formula 3, Niemieckiej Formuły 3, Włoskiej Formuły 3000, Euro 3000, FIA GT Championship, Porsche Supercup, French GT Championship, Le Mans Series, Spanish GT Championship, 24-godzinnego wyścigu Le Mans, Włoskiego Pucharu Porsche Carrera, Grand American Rolex Series, American Le Mans Series, Intercontinental Le Mans Cup, International GT Open, Blancpain Endurance Series, International GT Sprint Series, Italian GT Championship, ADAC GT Masters oraz NASCAR Whelen Euro Series.